# NGC 872
NGC 872 é uma galáxia espiral (Sc) localizada na direcção da constelação de Cetus. Possui uma declinação de -17° 46' 55" e uma ascensão recta de 2 horas, 15 minutos e 25,2 segundos.
A galáxia NGC 872 foi descoberta em 1886 por Frank Leavenworth.